# Hustomt
En hustomt er et areal hvorpå der har ligget et hus.
Udtrykket bruges blandt andet i arkæologien. Hvor hustomter kommer til synes ved udgravninger af boplads, i form af stolpehuller samt kulturlag med bopladsaffald og andre detaljer omkring huskonstruktioner og stenlægninger omkring det tidligere hus.

## Ekstern henvisning og kilde
- Sjældne hustomter i Søften | Aktuelle udgravninger